# Parafia św. Jacka w Słupsku
Parafia pw. św. Jacka w Słupsku – rzymskokatolicka parafia należąca do dekanatu Słupsk Wschód, diecezji koszalińsko-kołobrzeskiej, metropolii szczecińsko-kamieńskiej. Siedziba parafii mieści się przy ul. św. ojca Pio 3 w Słupsku.

## Historia parafii
Parafia została utworzona dnia 24 czerwca 1981 roku przez biskupa Ignacego Jeża. Pierwszym proboszczem został ks. prałat Jan Giriatowicz, który pełnił ten urząd w latach 1981–2015. Obecnie proboszczem jest ks. kan. Józef Domińczak.

### Kościół parafialny
Kościół pw. św. Jacka w Słupsku

### Księża posługujący w parafii
| Księża                      | Okresy urzędowania w Parafii | Źródło |
| --------------------------- | ---------------------------- | ------ |
| Józef Domińczak - proboszcz | od 2015                      | [ 1 ]  |
| Rafał Kowalski - wikariusz  | od 2024                      | [ 1 ]  |